# STPL
Serviço de Transporte Público Local ou simplesmente STPL é uma modalidade de transporte regulamentada pela Secretaria Municipal de Transportes (SMTR) da cidade do Rio de Janeiro, com veículos com capacidade de 20 a 16 lugares atualmente vans, para transporte de passageiros.. Tipicamente fazem ligações interbairros, ligando comunidades à pontos de transporte de massa, como estações de trem, Metrô e BRT do Rio de Janeiro.
Os veículos possuem pintura padronizada e de fácil identificação. Circulam 24 horas por dia, em linhas onde há fluxo de passageiros. Já em outras com pouco fluxo  o horário acaba sendo encurtado, dessa forma passa a ser de 5h às 23h aceitando pagamento em dinheiro ou cartão, o mesmo que é utilizado em trens, BRT, Metrô e ônibus..

## Controvérsias
Apesar de estarem integradas ao transporte público convencional, muitos motoristas acabam sendo achacados por grupos de crime organizado (milícia).